# Der Demokrat
Der Demokrat war von 1945 bis 1990 die Landes- und später Bezirkszeitung der CDU in der DDR im Land Mecklenburg bzw. den Bezirken Rostock, Schwerin und Neubrandenburg. Unter den Regionalzeitungen der CDU hatte „Der Demokrat“ die drittgrößte Auflage. Erscheinungsort war zunächst Schwerin, später Rostock.

## Von der Gründung bis zur Gleichschaltung
„Der Demokrat“ wurde Ende 1945 durch die Sowjetische Militäradministration in Deutschland lizenziert und erschien erstmals am 15. Dezember 1945. Die Ausgaben von „Der Demokrat“ unterlagen zunächst der Vorzensur. Alle Beiträge mussten vorab von den Besatzungsbehörden genehmigt werden. Auch als 1947 die Vorzensur formal aufgehoben wurde, unterlag die Zeitung der Kontrolle durch die Machthaber. Neben der Einflussnahme auf die Redaktion war vor allem die Zuteilung von Papier und Druckkapazitäten ein wesentliches Druckmittel.
Die (fehlende) Zuweisung von Papier begrenzte die Auflage, die von 25.000 im September 1946 auf 20.000 im Mai 1947 sank. Jedoch konnte im Gegenzug der Erscheinungsrhythmus von zwei Ausgaben pro Woche 1946 auf drei Ausgaben pro Woche 1947 erweitert werden. Gleichzeitig stiegen die Papierzuweisungen an die Landeszeitung der SED, so dass deren Auflage von 100.000 auf 170.000 stieg.
Erster Chefredakteur war Hans-Werner Gyßling. Bereits Ende 1946 erzwangen die Besatzungsbehörden seine Entlassung. Sein Nachfolger als Chefredakteur, Arthur Janssen, konnte ebenfalls nur ein Jahr (Januar 1947 bis Dezember 1947) im Amt bleiben. Im Rahmen der Umwandlung der Ost-CDU in eine Blockpartei erfolgte auch die Gleichschaltung von „Der Demokrat“. Janssen wurde (zeitgleich mit der Absetzung von Jakob Kaiser und Ernst Lemmer als Vorsitzende der Ost-CDU) von der Sowjetischen Militäradministration entlassen. Sein Nachfolger, Hugo Reinhart, stand loyal zu den neuen Machthabern und verblieb bis Dezember 1952 im Amt. Nach halbjähriger Vakanz übernahm im Juni 1953 Xaver Kugler die Chefredaktion, die er bis 1988 als einer der dienstältesten Chefredakteure der DDR führte. Nachfolger bis zur Wende war sein Stellvertreter Wolfgang Voß, im letzten Jahr leitete Jörg Rau die Redaktion.
Der Demokrat stand vor allem in den frühen 1950er Jahren unter Beobachtung des Ministeriums für Staatssicherheit. Mehrere Artikel wurden beanstandet und im Bezirksblockausschuss der Demokratischen Parteien Schwerin heftig kritisiert. Später gelang es der Staatssicherheit, mehrere Redakteure als inoffizielle Mitarbeiter zu gewinnen.

## Nach der Wende
Nach der Wende wurde die Zeitung an den Verlag der Frankfurter Allgemeinen Zeitung verkauft und einige Zeit später aus wirtschaftlichen Gründen eingestellt.